# Pallacanestro Virtus Roma 2002-2003
Questa voce raccoglie le informazioni riguardanti la Pallacanestro Virtus Roma nelle competizioni ufficiali della stagione 2002-2003.

## Stagione
La stagione 2002-2003 della Pallacanestro Virtus Roma, sponsorizzata Lottomatica, è la 19ª nel massimo campionato italiano di pallacanestro, la Serie A.
All'inizio della nuova stagione la Lega Basket decise di modificare il regolamento riguardo al numero di giocatori extracomunitari consentiti per ogni squadra che così passò a quattro, con anche la reintroduzione della distinzione tra giocatori comunitari ed extracomunitari.

## Roster
Aggiornato al 21 dicembre 2021.
| Lottomatica Roma 2002-03 | Lottomatica Roma 2002-03 |
| Giocatori                | Staff tecnico            |
| ------------------------ | ------------------------ |

| N. | Naz.                   | Ruolo | Nome                   | Anno | Alt.   | Peso   |  |
| -- | ---------------------- | ----- | ---------------------- | ---- | ------ | ------ |  |
| 5  | Italia (bandiera)      | P     | Davide Bonora          | 1973 | 186 cm | 84 kg  |  |
| 6  | Stati Uniti (bandiera) | P     | Horace Jenkins         | 1974 | 185 cm | 78 kg  |  |
| 7  | Italia (bandiera)      | G     | Fabio Zanelli          | 1976 | 196 cm | 85 kg  |  |
| 8  | Italia (bandiera)      | AG    | Alessandro Tonolli (C) | 1974 | 202 cm | 99 kg  |  |
| 9  | Italia (bandiera)      | A     | Alex Righetti          | 1977 | 198 cm | 95 kg  |  |
| 10 | Italia (bandiera)      | G     | Carlton Myers          | 1971 | 192 cm | 91 kg  |  |
| 11 | Porto Rico (bandiera)  | C     | Daniel Santiago        | 1976 | 216 cm | 120 kg |  |
| 12 | Stati Uniti (bandiera) | AP    | Anthony Parker         | 1975 | 198 cm | 98 kg  |  |
| 14 | Italia (bandiera)      | P     | Emanuele Della Felba   | 1980 | 192 cm | 82 kg  |  |
| 14 | Italia (bandiera)      | G     | Francesco Basili       | 1984 | 190 cm |        |  |
| 15 | Italia (bandiera)      | C     | Massimiliano Monti     | 1975 | 206 cm | 113 kg |  |
| 16 | Italia (bandiera)      | P     | Bruno Morabito         | 1984 | 186 cm |        |  |
| 18 | Italia (bandiera)      | C     | Roberto Cipolat        | 1967 | 206 cm |        |  |
| 20 | Slovenia (bandiera)    | AG    | Marko Tušek            | 1975 | 204 cm | 120 kg |  |
| -  | Italia (bandiera)      | C     | Michele Iannuzzi       | 1984 | 210 cm |        |  |

| Allenatore                                                           |
| - Piero Bucchi                                                       |
| Assistente/i                                                         |
| - Guido Saibene Legenda - (C) Capitano - (IN) Inattivo - Infortunato |

## Mercato

### Sessione estiva
| Acquisti | Acquisti             | Acquisti         | Acquisti   | Acquisti |
| R.       | Nome                 | da               | Modalità   |          |
| -------- | -------------------- | ---------------- | ---------- | -------- |
| C        | Daniel Santiago      | Vaq. de Bayamón  | definitivo |          |
| P        | Davide Bonora        | Virtus Bologna   | definitivo |          |
| C        | Massimiliano Monti   | Pall. Roseto     | definitivo |          |
| P        | Horace Jenkins       | C.S. Borgomanero | definitivo |          |
| AG       | Marko Tušek          | V.L. Pesaro      | definitivo |          |
| P        | Emanuele Della Felba | Virtus Imola     | definitivo |          |
| C        | Roberto Cipolat      |                  | definitivo |          |

| Cessioni | Cessioni              | Cessioni           | Cessioni       | Cessioni |
| R.       | Nome                  | a                  | Modalità       |          |
| -------- | --------------------- | ------------------ | -------------- | -------- |
| C        | Ben Handlogten        | Makedonikos        | fine contratto |          |
| GA       | Giancarlo Marcaccini  | Mens Sana Siena    | fine contratto |          |
| P        | Jerome Allen          | Saski Baskonia     | fine contratto |          |
| C        | Dan Callahan          | Pall. Roseto       | fine contratto |          |
| C        | Cristiano Masper      | Scafati Basket     | fine contratto |          |
| P        | Riccardo Santolamazza | Basket Montichiari | fine contratto |          |

### Dopo l'inizio della stagione
| Acquisti | Acquisti       | Acquisti   | Acquisti     | Acquisti   |
| R.       | Nome           | da         | Data         | Modalità   |
| -------- | -------------- | ---------- | ------------ | ---------- |
| AP       | Anthony Parker | Free agent | gennaio 2003 | definitivo |

| Cessioni | Cessioni | Cessioni | Cessioni | Cessioni |
| R.       | Nome     | a        | Data     | Modalità |
| -------- | -------- | -------- | -------- | -------- |